# Альза
Альза́ (рос. Альза, ерз. Альза) — село у складі Чамзінського району Мордовії, Росія. Входить до складу Чамзінського міського поселення.

## Населення
Населення — 143 особи (2010; 129 у 2002).
Національний склад (станом на 2002 рік):
- росіяни — 82 %